# Dahije

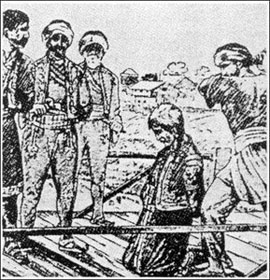
Illustrazione dei dahije che decapitano un knez serbo (L'eccidio dei Knez).

I dahije (in serbo Дахије) o dahija erano gli ufficiali giannizzeri rinnegati che presero il potere nel Sangiaccato di Smederevo (noto anche come Pascialato di Belgrado), dopo aver ucciso il visir Hadži Mustafa Pascià di Belgrado il 15 dicembre 1801. I quattro capi supremi dahije erano Kučuk Alija, Aganlija, Mula Jusuf e Mehmed-aga Fočić. I ribelli contro il sultano ottomano furono sconfitti dai serbi nella fase iniziale della prima rivolta serba, che è anche chiamata nella storiografia serba "rivolta contro i dahije " (Буна против дахија / Buna protiv dahija).

## Nome
I capi dei giannizzeri rinnegati erano chiamati dahije, dal turco ottomano dayı, che significa "zio". I comandanti giannizzeri minori erano chiamati kabadahije (o kabadahija), riferendosi alla frase turca "kabadayı", una frase colloquiale in riferimento ai prepotenti.

## Sfondo
Nel 1788, durante la guerra austro-turca (1787-1791), la ribellione della frontiera di Koča vide la Šumadija orientale occupata dal Corpo Libero austriaco serbo e dagli aiduchi, e successivamente, la gran parte del Sangiaccato di Smederevo occupata dalla monarchia asburgica (1788-1791). Una forza austriaca asburgica assediò Belgrado dal 15 settembre all'8 ottobre 1789 e tenne la città fino al 1791 quando Belgrado fu riconsegnata agli ottomani secondo i termini del Trattato di Sistova. Con il ritorno del sangiaccato nell'Impero ottomano i serbi si aspettavano rappresaglie dai turchi per il loro sostegno agli austriaci. Il sultano Selim III diede il comando completo del Sangiaccato di Smederevo e Belgrado ai giannizzeri agguerriti che avevano combattuto le forze cristiane durante la guerra austro-turca e in molti altri conflitti. Sebbene Selim III avesse concesso l'autorità al pacifico Hadži Mustafa Pascià (1793), le tensioni tra i serbi e il comando dei giannizzeri non si placarono.
Nel 1793 e nel 1796 il sultano Selim III emanò i firmani che concedevano più diritti ai serbi. Tra le altre cose, le tasse dovevano essere riscosse dagli obor-knez (duchi); furono garantite la libertà di commercio e di religione e venne stabilita la pace. Selim III decretò anche che alcuni giannizzeri impopolari dovessero lasciare il Pascialato di Belgrado poiché li riteneva una minaccia per l'autorità centrale di Hadži Mustafa Pascià. Molti di quei giannizzeri furono impiegati o trovarono rifugio presso Osman Pazvantoğlu, un avversario rinnegato del sultano Selim III nel Sangiaccato di Vidin. Temendo lo scioglimento del comando giannizzero nel Sangiaccato di Smederevo, Osman Pazvantoğlu lanciò una serie di incursioni contro i serbi senza il permesso del sultano Selim III, causando molta instabilità e paura nella regione. Pazvantoğlu fu sconfitto nel 1793 dai serbi nella battaglia di Kolari. Nell'estate del 1797 il sultano nominò Mustafa Pascià alla posizione di beilerbei dell'Eyalet di Rumelia e lasciò la Serbia per Plovdiv per combattere contro i ribelli di Vidin di Pazvantoğlu. Durante l'assenza di Mustafa Pascià, le forze di Pazvantoğlu catturarono Požarevac e assediarono la fortezza di Belgrado. Alla fine del novembre 1797 gli obor-kneze Aleksa Nenadović, Ilija Birčanin e Nikola Grbović di Valjevo portarono le loro forze a Belgrado e costrinsero i giannizzeri assedianti a ritirarsi a Smederevo.
Nel 1799, il corpo dei giannizzeri tornò al sangiaccato, poiché fu graziato dal decreto del Sultano.

## Storia

### Controllo del Pascialato di Belgrado

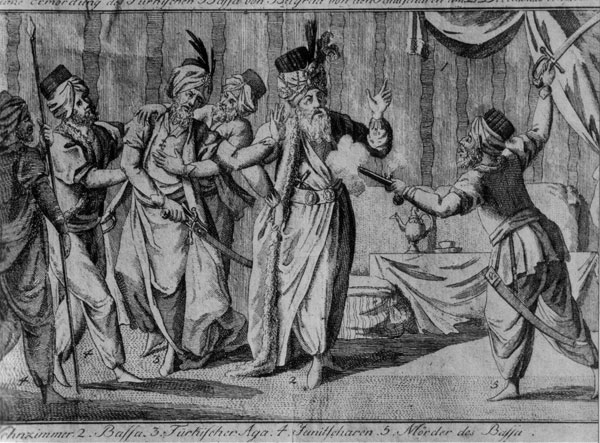
Dahije uccide Mustafa Pascià.

Il 15 dicembre 1801 il visir Hadži Mustafa Pascià di Belgrado fu ucciso da Kučuk-Alija, uno dei quattro principali dahije. Ciò portò il Sangiaccato di Smederevo a essere governato da questi giannizzeri rinnegati in modo indipendente dal governo ottomano, in violazione del Sultano. I giannizzeri imposero "un sistema di abusi arbitrari che non ebbe eguali in nulla di simile nell'intera storia del malgoverno ottomano nei Balcani". I capi divisero il sangiaccato in pashaluk.  Sospesero immediatamente l'autonomia serba, aumentarono drasticamente le tasse, furono sequestrate terre, fu introdotto il lavoro forzato (čitlučenje) e molti serbi per timore fuggirono dai giannizzeri.
Alcuni sipahi ottomani e uomini di Mustafa Pascià complottarono e concordarono con i serbi knez di insorgere contro i dahije, in un determinato giorno. Le munizioni furono contrabbandate dalla monarchia asburgica, alcune distribuite ai serbi e altre nascoste sull'Avala. Questo primo tentativo di rimuovere i dahije, che scoppiò un giorno all'inizio del 1802 a Požarevac, fu fermato e i dahije continuarono a governare il pascialato.
La tirannia subita dai serbi li indusse a inviare una petizione al Sultano, di cui i dahije vennero a conoscenza. I dahije iniziarono a temere che il Sultano si sarebbe servito dei serbi per cacciarli. Per prevenire ciò, decisero di giustiziare i notabili serbi in tutto il sangiaccato, nell'evento noto come il "massacro dei Knez", che ebbe luogo alla fine di gennaio 1804. Secondo fonti contemporanee di Valjevo, le teste mozzate dei capi assassinati furono esposte al pubblico nella piazza centrale per usare come esempio a coloro che avrebbero potuto complottare contro il governo dei dahije. Ciò fece infuriare i serbi, che guidarono le loro famiglie nei boschi e iniziarono a uccidere i subaşi (sorveglianti del villaggio) che erano stati impiegati dai dahije, e a che attaccarono anche le forze ottomane. I dahije inviarono il più diplomatico, Aganlija, con una forte forza per spaventarli e calmarli, al fine di evitare l'escalation del conflitto armato che sarebbe stato difficile da gestire per i giannizzeri, ma senza successo.

### Rivolta
Il 14 febbraio 1804, nel piccolo villaggio di Orašac vicino Aranđelovac, i principali serbi si riunirono e decisero di intraprendere una rivolta, scegliendo Karađorđe Petrović come loro leader. I serbi, in un primo momento combattendo tecnicamente per conto del Sultano contro i giannizzeri, furono incoraggiati e aiutati da un certo funzionario ottomano e dai sipahi (corpi di cavalleria). Per il loro piccolo numero, i serbi ebbero grandi successi militari, avendo preso Požarevac, Šabac, e poi verso Smederevo e Belgrado, in rapida successione. Il Sultano, temendo che il movimento serbo potesse sfuggire di mano, mandò l'ex pascià di Belgrado, e ora Visir della Bosnia, Bekir Pascià, ad assistere ufficialmente i serbi, ma in realtà a tenerli sotto controllo. Alija Gušanac, il comandante giannizzero di Belgrado, di fronte sia ai serbi che all'autorità imperiale, decise di far entrare Bekir Pascià in città nel luglio 1804. I dahije erano precedentemente fuggiti a est verso Ada Kale, un'isola sul Danubio. Bekir ordinò la resa dei dahije, e nel frattempo Karađorđe mandò il suo comandante Milenko Stojković sull'isola. I dahije rifiutarono, e Stojković li attaccò, li catturò e li fece decapitare nella notte tra il 5 e il 6 agosto 1804. Dopo aver schiacciato il potere dei dahije, Bekir Pascià volle che i serbi fossero smantellati, ma, poiché i giannizzeri detenevano ancora città importanti, come Užice, i serbi non erano disposti a fermarsi senza garanzie. Il Sultano ordinò allora ai pashalik circostanti di sopprimere i serbi, rendendosi conto della minaccia. I serbi cercarono aiuti stranieri, inviando una delegazione a San Pietroburgo nel settembre 1804, che tornò con denaro e la promessa di sostegno diplomatico. La prima rivolta serba, la prima fase della rivoluzione serba, era così iniziata.

## Governo
I giannizzeri scelsero quattro dei loro capi principali (Kučuk Alija, Aganlija, Mula Jusuf e Mehmed-aga Fočić) per governare il sangiaccato dopo l'uccisione di Mustafa Pascià. I capi divisero il sangiaccato in pashaluk.

## Eredità
Ci sono molti poemi epici serbi riguardanti la dahija, come <i id="mwsw">Početak bune protiv dahija</i> ("Inizio della rivolta contro i dahija"), raccolti dal bardo cieco Filip Višnjić (1767-1834).
Quando il generale serbo-bosniaco Ratko Mladić entrò a Srebrenica l'11 luglio 1995, presentò la città in dono al popolo serbo e disse: "Finalmente, dopo la ribellione contro i dahije, è giunto il momento di vendicarsi dei turchi in questa regione".